# Mischocyttarus lecointei
Mischocyttarus lecointei är en getingart som först beskrevs av Adolpho Ducke 1904.  Mischocyttarus lecointei ingår i släktet Mischocyttarus och familjen getingar. Utöver nominatformen finns också underarten M. l. guanensis.